# Новачене (Плевенська область)
Нова́чене (болг. Новачене) — село в Плевенській області Болгарії. Входить до складу общини Никопол.

## Населення
За даними перепису населення 2011 року у селі проживали 1196 осіб.
Національний склад населення села:
| Національність   | Кількість осіб | Відсоток |
| ---------------- | -------------- | -------- |
| болгари          | 1046           | 90,6%    |
| цигани           | 61             | 5,3%     |
| турки            | 33             | 2,9%     |
| інша             | 5              | 0,4%     |
| не визначились   | 9              | 0,8%     |
| Всього відповіли | 1154           |          |

Розподіл населення за віком у 2011 році:
Динаміка населення: